# Арктотисовые
Арктотисовые (лат. Arctotideae) — триба двудольных растений подсемейства Цикориевые (Cichorioideae) семейства Астровые (Asteraceae).

## Роды
По данным National Center for Biotechnological Information, триба делится на две подтрибы:
Arctotidinae Dumort., 1829
- Arctotheca Vaill. — Арктотека
- Arctotis L. — Арктотис
- Cymbonotus Cass.
- Dymondia Compton
- Eremothamnus O.Hoffm.
- Haplocarpha Less.
- Hoplophyllum DC.

Gorteriinae Benth. & Hook.f., 1873
- Berkheya Ehrh.
- Berkheyopsis O.Hoffm.
- Cullumia R.Br.
- Cuspidia Gaertn. — Куспидия
- Didelta L'Hér. — Диделта
- Gazania Gaertn. — Газания
- Gorteria L. — Гортерия
- Heterorhachis Poir.
- Hirpicium Cass.

incertae sedis
- Heterolepis Cass.

## Галерея

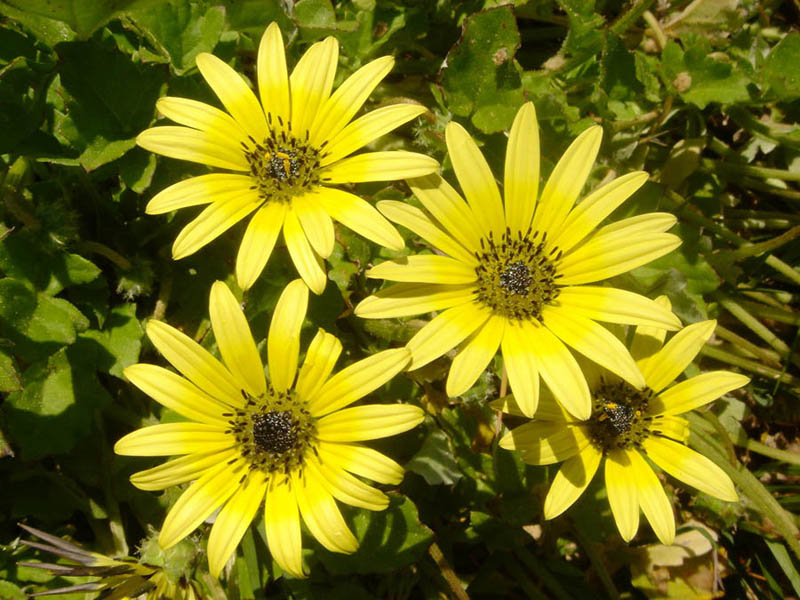
Arctotheca calendula
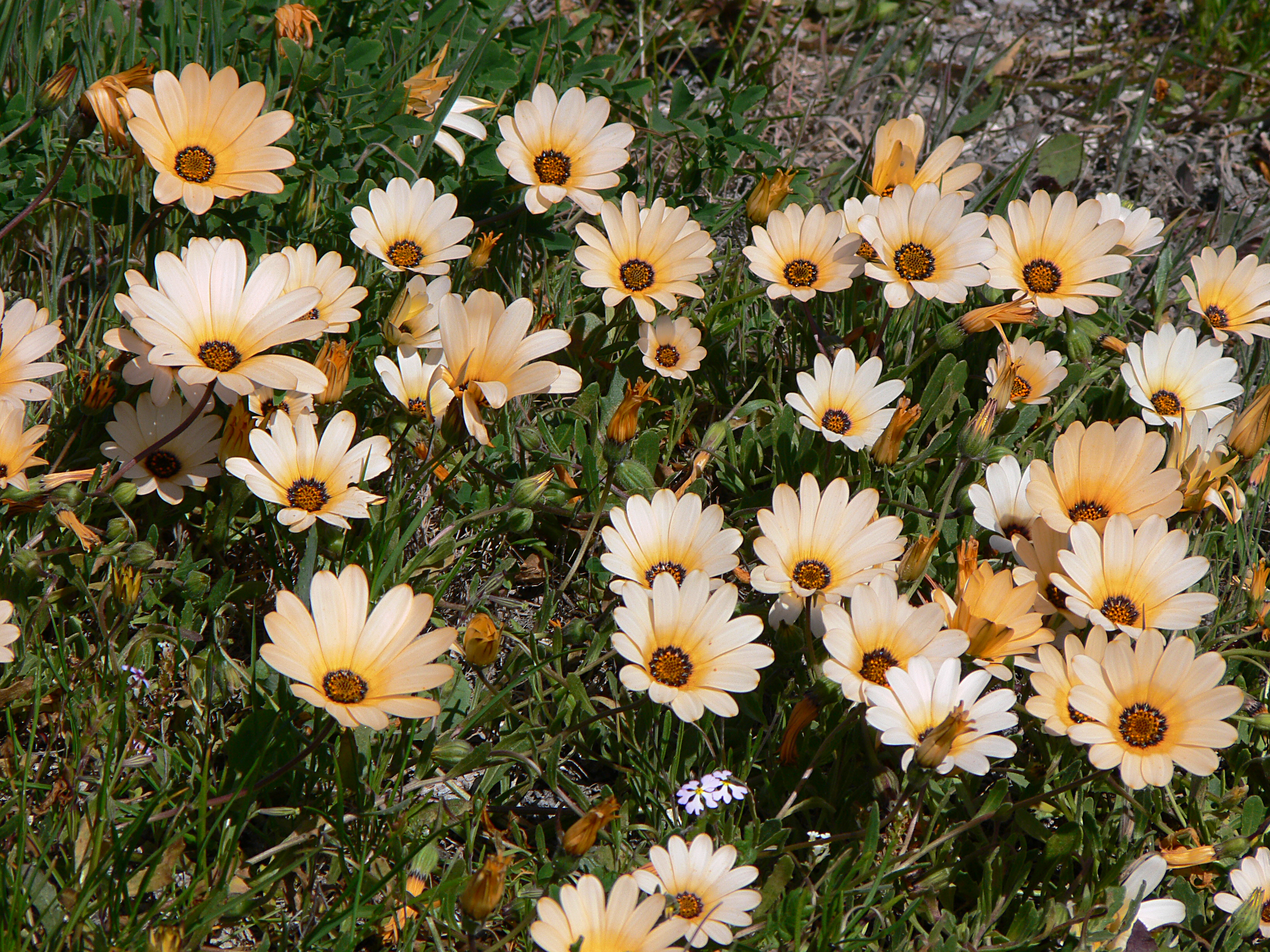
Arctotis stoechadifolia
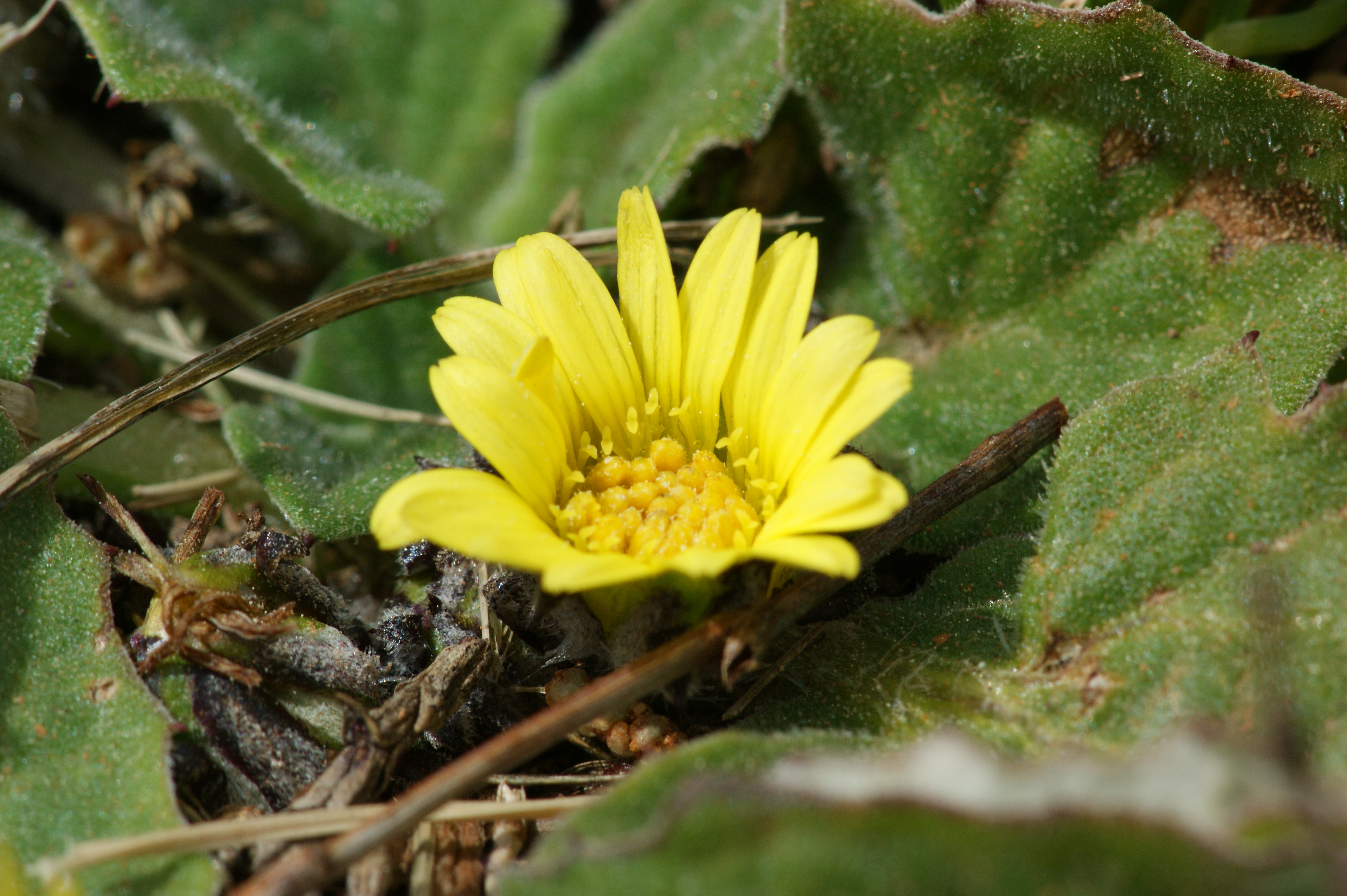
Cymbonotus
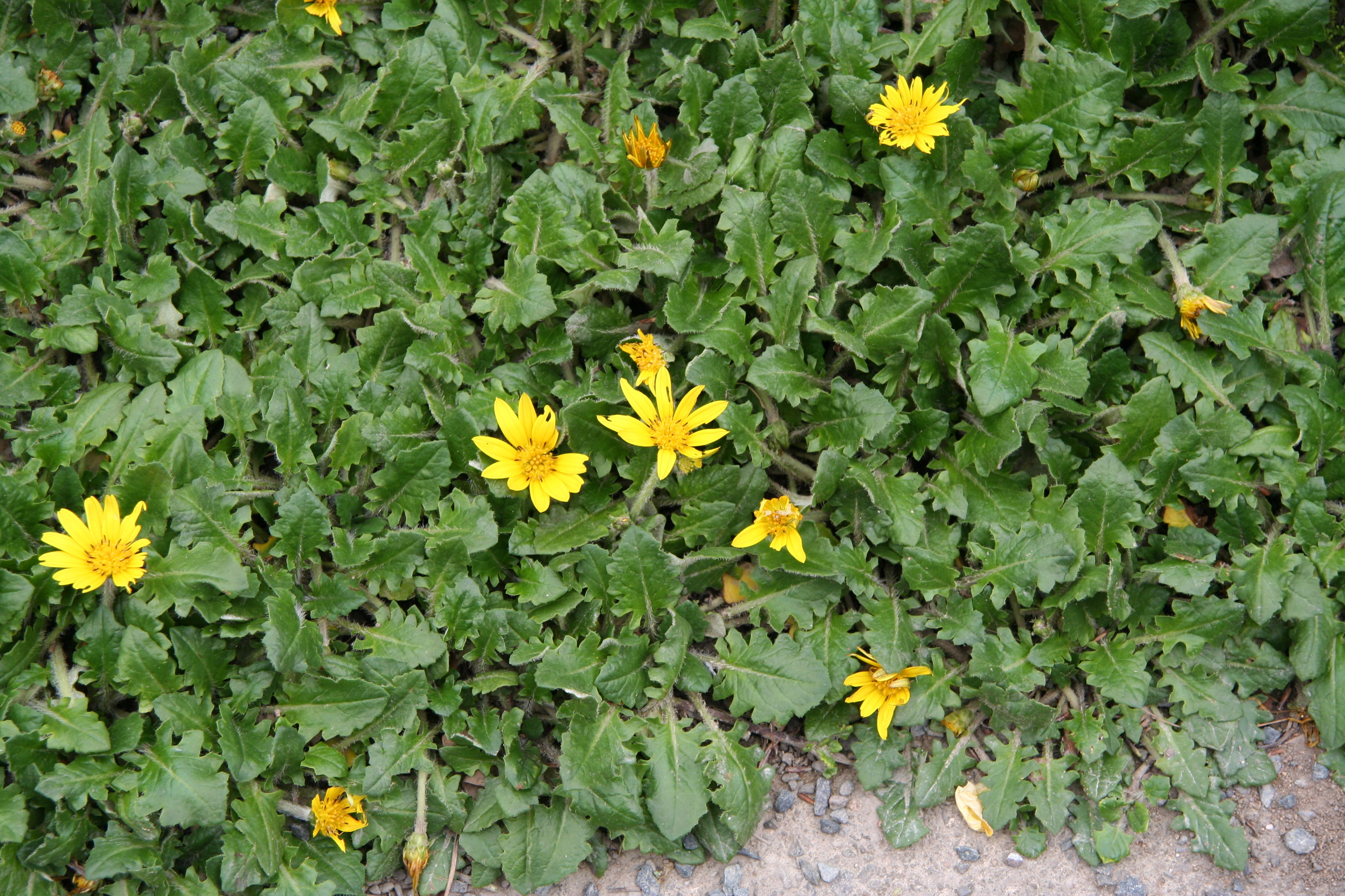
Haplocarpha cheilanthifolia
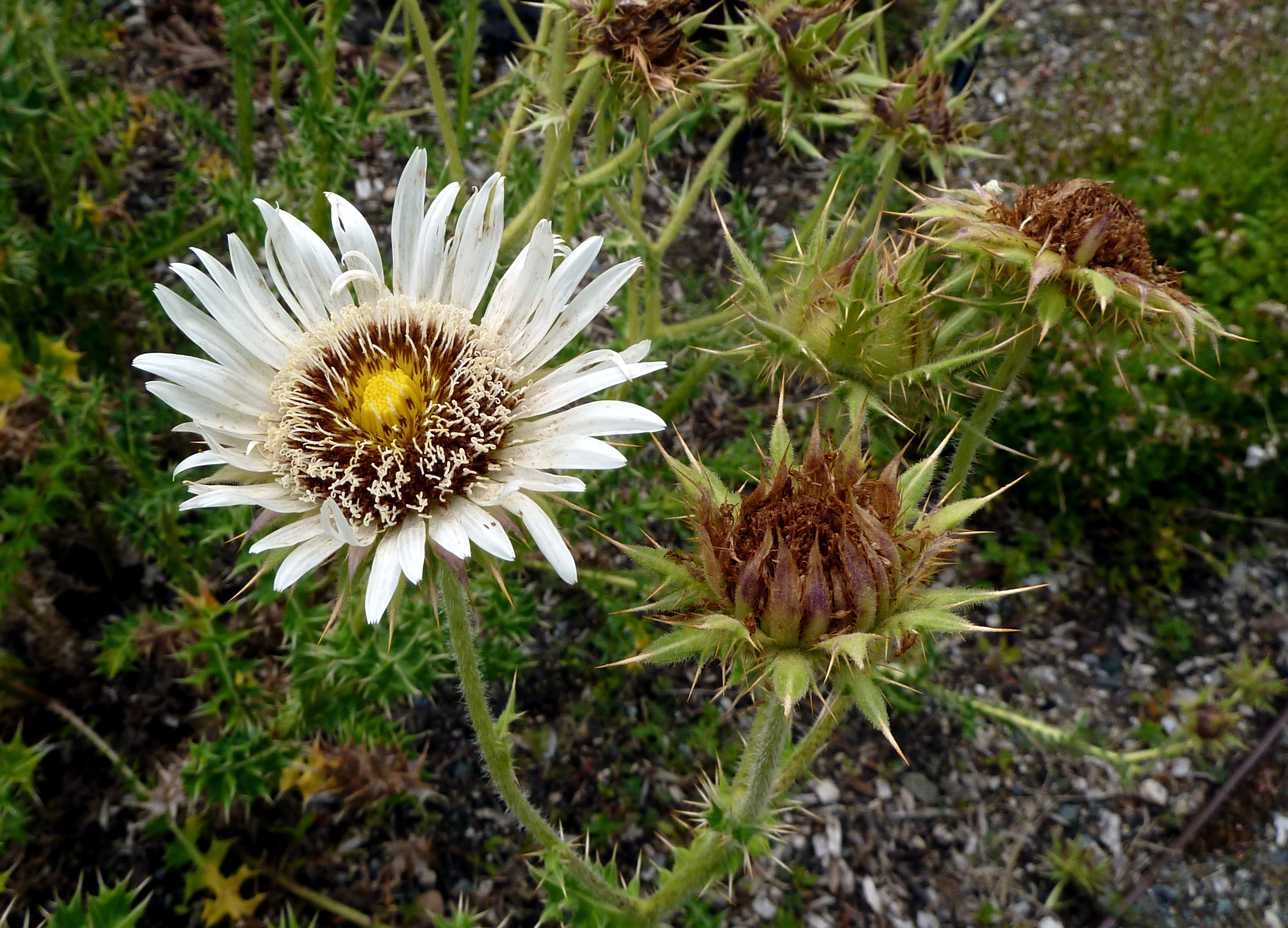
Berkheya cirsiifolia
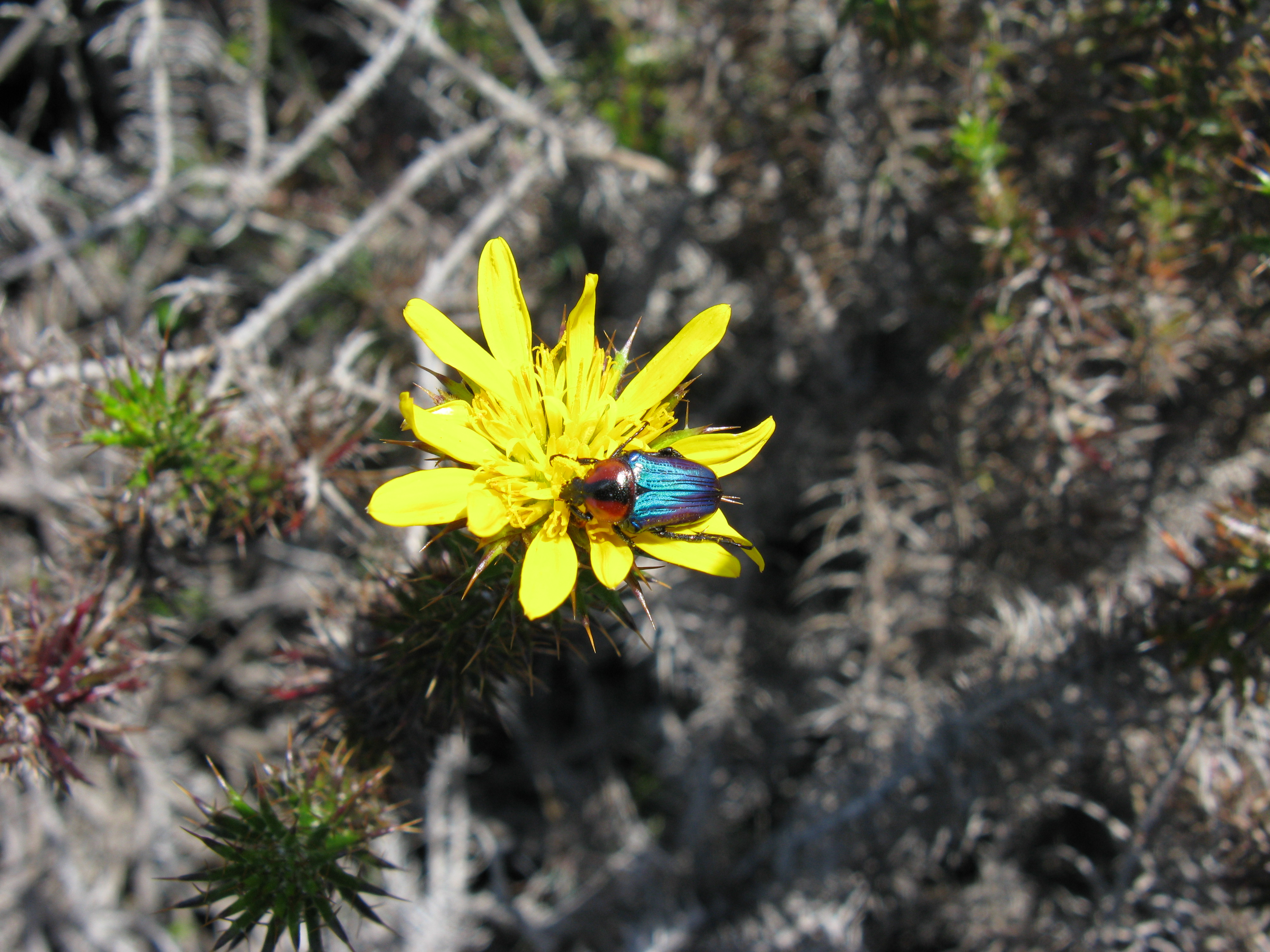
Leucocelis amethystina
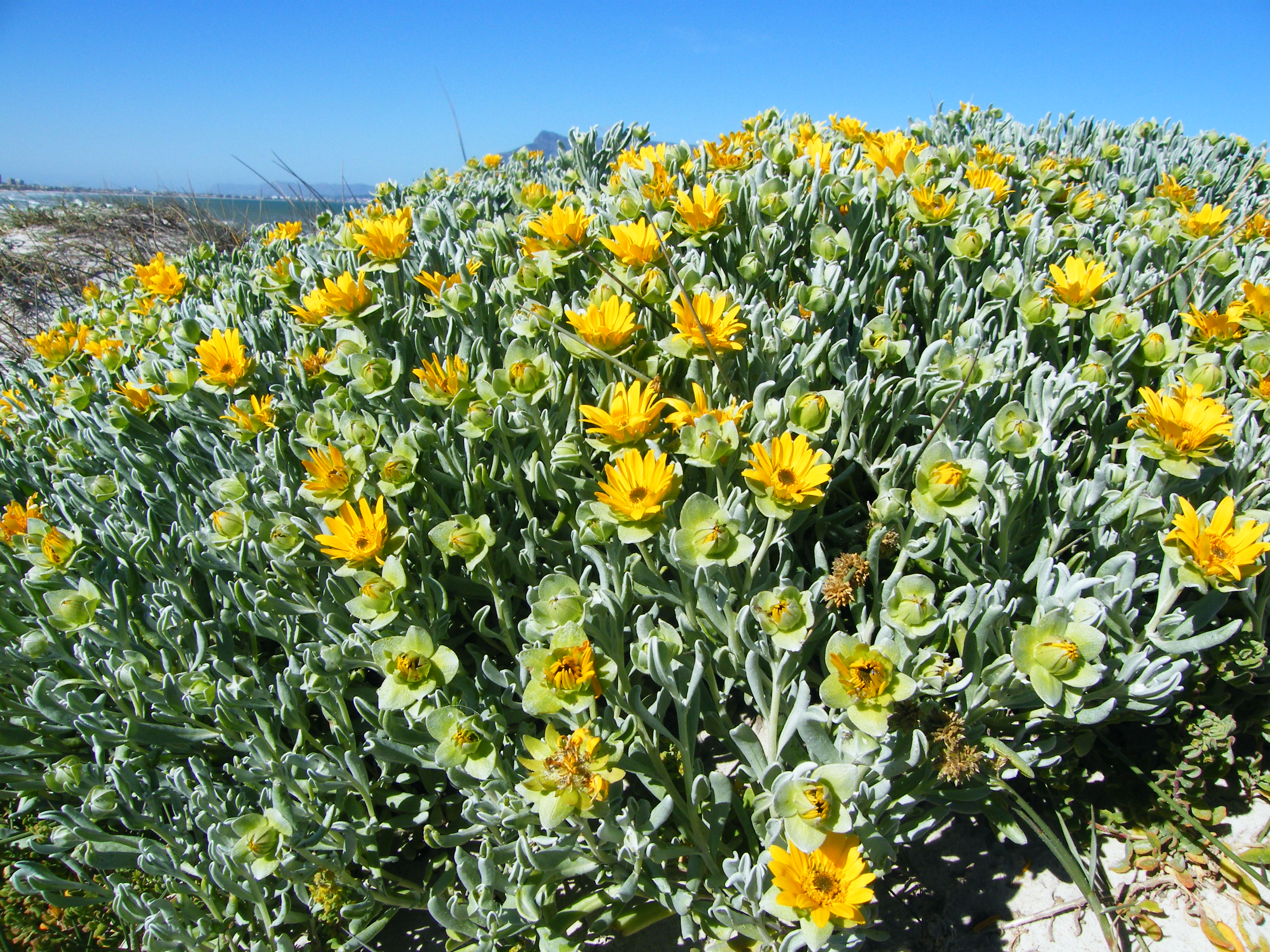
Didelta carnosa
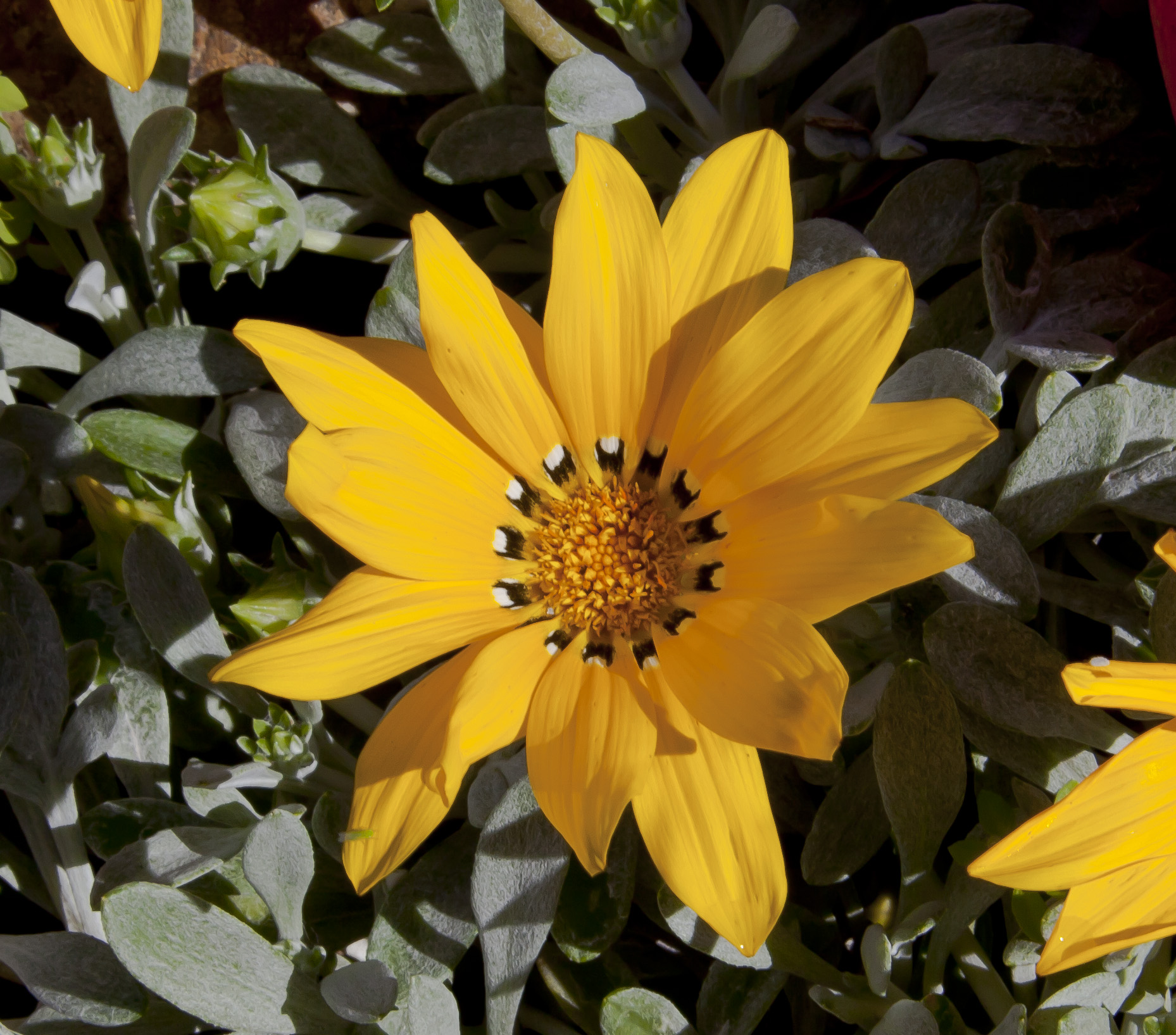
Газания жестковатая
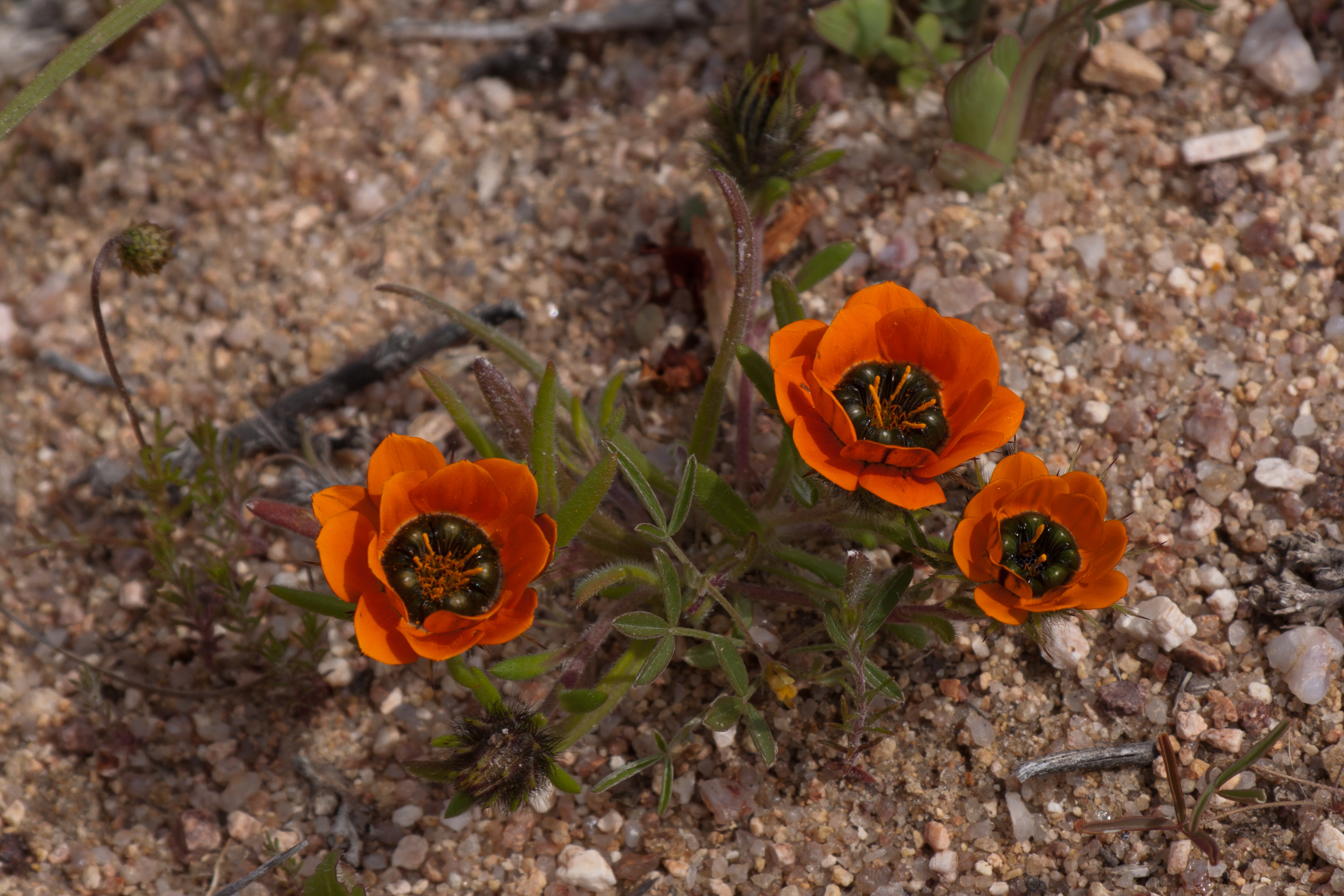
Gorteria diffusa
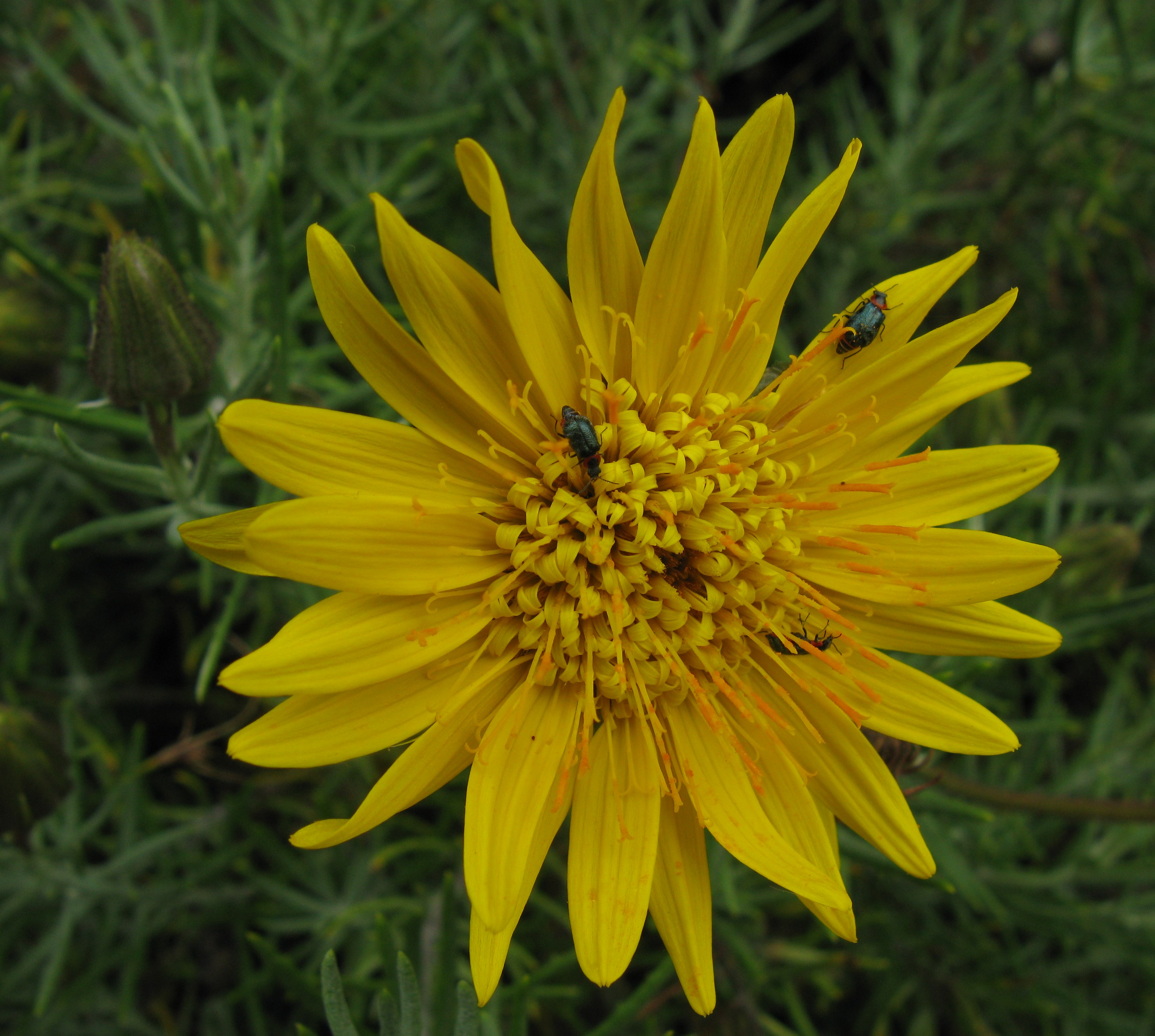
Heterolepis aliena
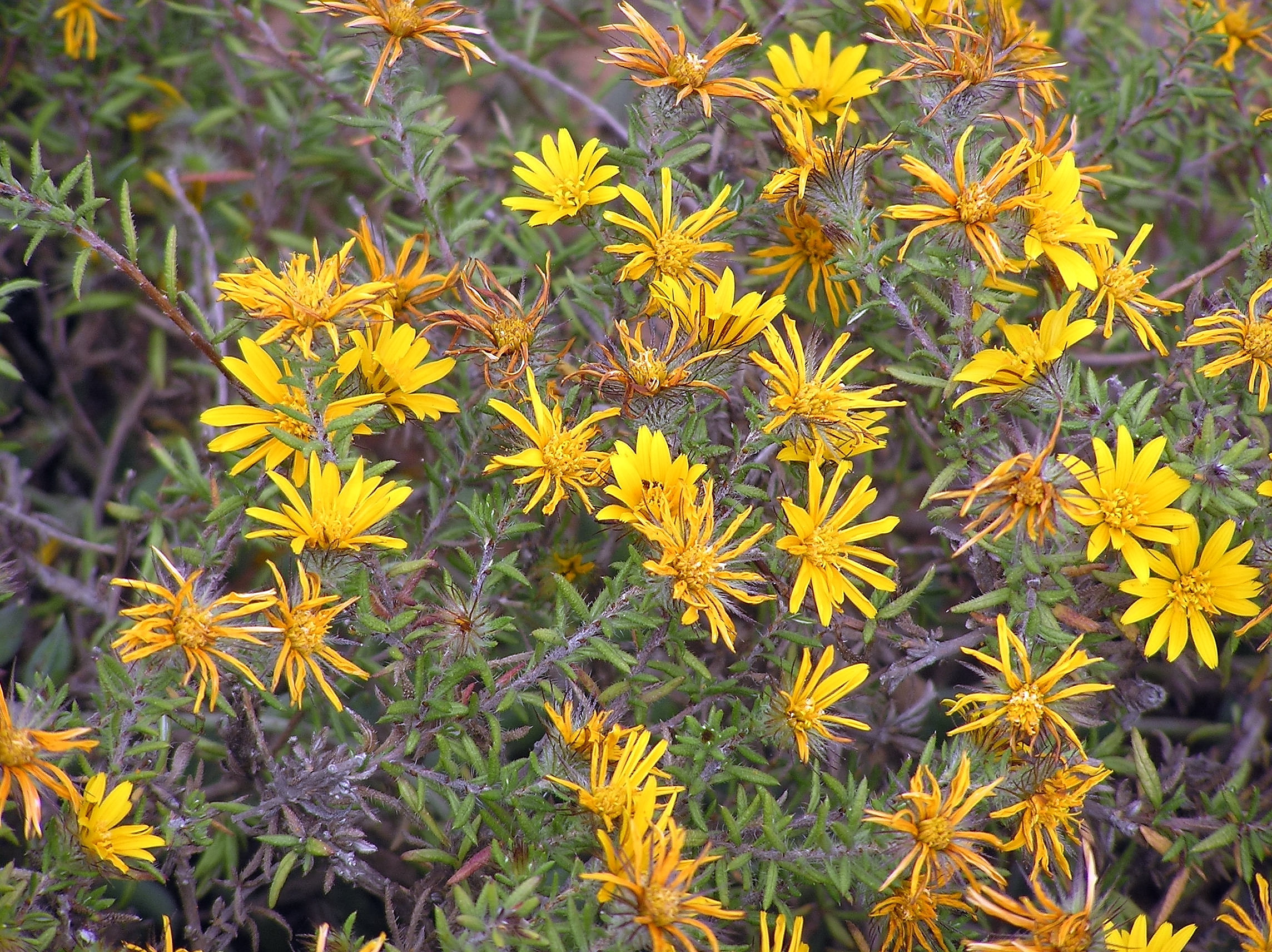
Hirpicium alienatum